# 久昌寺 (江南市)

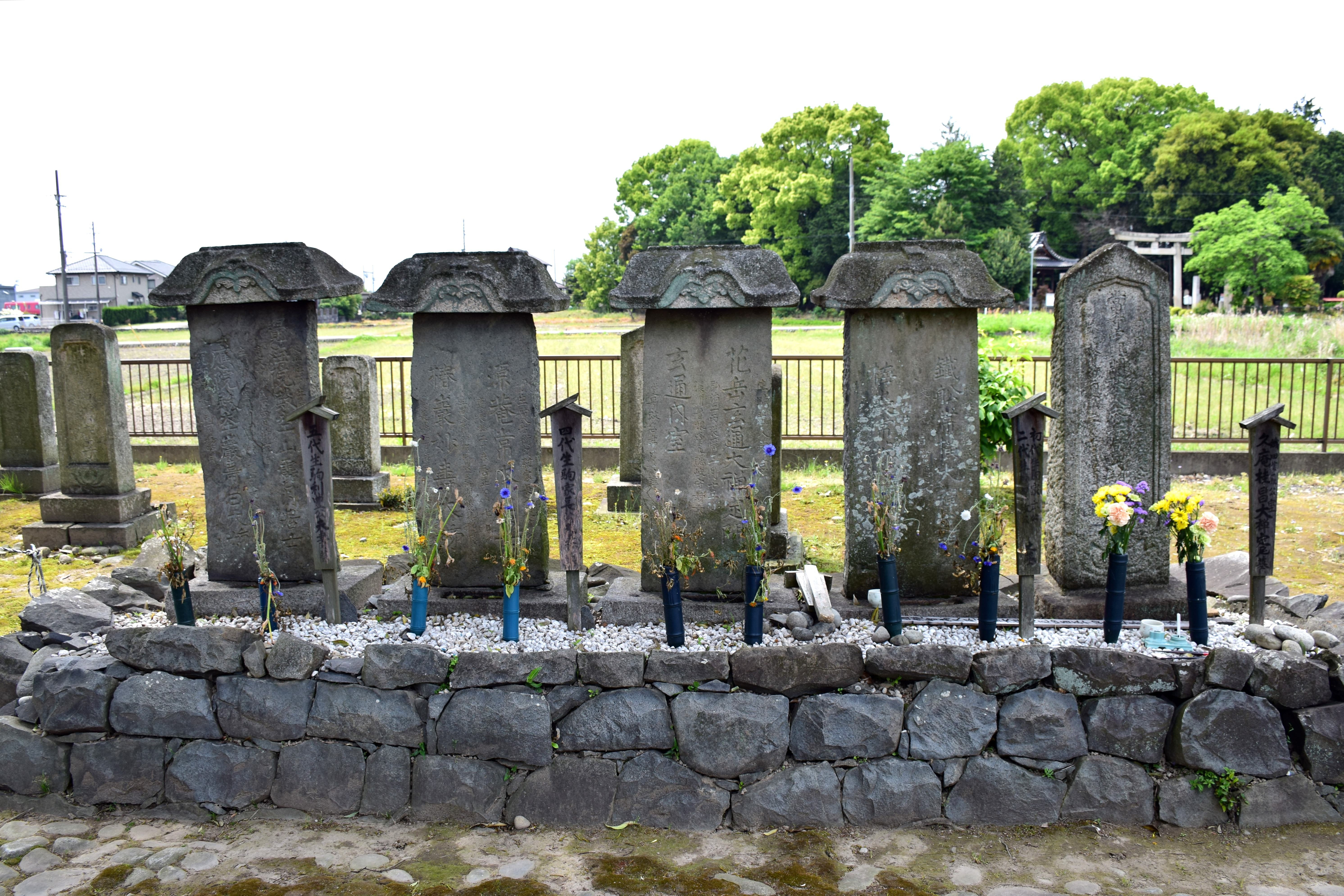
久昌寺墓地（一番右が吉乃の墓）

久昌寺（きゅうしょうじ）は、愛知県江南市田代町にあった寺院。生駒氏の菩提寺であった。

## 沿革
至徳元年（1384年）に禅喜寺として創建されたのが始まりで、その後、寺号を龍徳寺に改称している。

### 生駒氏との関わり
生駒氏が大和から移住してきた際に菩提寺となった。織田信長の側室であった生駒吉乃が永禄9年（1566年）に病没した際に、「久庵桂昌大禅定尼」の法名でこの寺にまつったことから、寺号が久昌寺に改められた。信長は香華料として660石を寄進した。本堂の西には吉乃の墓をはじめ、生駒氏代々の墓が林立し、これらは平成25年（2013年）10月30日に江南市指定史跡に指定されている。

### 江戸時代
文政8年（1825年）に豪潮律師が久昌寺に滞在して法座を開いた際、久昌寺に鎌倉時代から伝来していた『十六羅漢像』の掛軸のうち、第二・第八・第十一・第十五尊の四幅が欠けて十二幅となっているのを知り、足りない四尊を描き上げて十六羅漢としたものが、後に久昌寺より鶴見の總持寺へと寄進された。現在、その十六幅の全てが重要文化財に指定されている。

### 廃寺へ
令和3年（2021年）、伽藍の老朽化に加え、檀家も少ないことから維持管理が難しくなったため、宗教法人の解散が決定。令和5年（2023年）8月に、法人登記記録が閉鎖された。
伽藍は令和4年（2022年）5月より解体し、跡地は市に売却され2023年度に公園として整備される見込み。なお廃寺後も、吉乃を含む生駒家歴代の墓は残される。また跡地に近接して、旧本尊や吉乃らの位牌を安置する小堂が建てられる予定となっている。

## 建築
本堂は大正14年（1925年）建築。庫裏は不明だが、江戸時代とみられる。

## 文化財
- 江南市指定史跡
  - 生駒家石造群[1]